# Негрова (потік)
Негрова — гірський потік в Україні, у Калуському районі Івано-Франківської області. Права притока Бистрика (басейн Лімниці).

## Опис
Довжина потоку приблизно 3,44 км, найкоротша відстань між витоком і гирлом — 2,98  км, коефіцієнт звивистості потоку — 1,5 . Формується багатьма безіменними гірськими потоками. Потік розташований в Українських Капатах.

## Розташування
Бере початок на північно-західних схилах гори Негрова (1602 м). Тече переважно на північний захід понад горами Мала Сивуля (1818 м), Велика Сивуля (1836 м) і на висоті 1025 м над рівнем моря на південно-східній стороні від Заповідного урочища Сивуля впадає у річку Бистрик, праву притоку Лімниці.

## Цікавий факт
- Біля витоку потоку пролягає туристичний шлях (Полонина Боярин [3]— Урочище Пекло — Полонина Рущина — Мала Сивуля — Велика Сивуля — Боревка — Полонина Середня[4])[1].
- В гирлі потоку розташований водоспад Неґровський (6 м).